# Джастін Вільямс
Джастін Вільямс (англ. Justin Williams; 4 жовтня 1981, м. Кобург, Канада) — канадський хокеїст, правий нападник. Виступає за «Вашингтон Кепіталс» у Національній хокейній лізі.
Виступав за «Плімут Вейлерс» (ОХЛ), «Філадельфія Флайєрс», «Кароліна Гаррікейнс», ХК «Лулео», «Лос-Анджелес Кінгс».
В чемпіонатах НХЛ — 918 матчів (227+355), у турнірах Кубка Стенлі — 115 матчів (30+48). В чемпіонатах Швеції — 49 матчів (14+18), у плей-оф — 4 матчі (0+1).
У складі національної збірної Канади учасник чемпіонатів світу 2002, 2004 і 2007 (23 матчі, 1+5).
Досягнення
- Володар Кубка Стенлі (2006, 2012, 2014)
- Чемпіон світу (2004, 2007)
- Учасник матчу всіх зірок НХЛ (2007)

Нагороди
- Трофей Конна Смайта (2014)